# Resolució 330 del Consell de Seguretat de les Nacions Unides
La Resolució 330 del Consell de Seguretat de les Nacions Unides, aprovada per unanimitat el 21 de març de 1973 després de citar diverses resolucions de l'Assemblea General de les Nacions Unides relatives a l'explotació dels recursos naturals d'un estat per parts d'un altre Estat, el Consell va instar els estats a que adoptessin les mesures apropiades per impedir l'activitat de les empreses que intencionadament intenten coaccionar Amèrica Llatina. La Resolució llavors demana als estats que s'abstinguin d'usar o fomentar l'ús de qualsevol tipus de mesures coercitives contra els estats de la regió per tal de mantenir i enfortir la pau i la seguretat a Amèrica Llatina.
La resolució, aprovada en una reunió a la ciutat de Panamà, va ser aprovada amb 12 vots a favor i 3 abstencions de França, el Regne Unit i els Estats Units.
Es discutiren altres temes mentre a Panamà incloïen la sobirania del país sobre el Canal de Panamà, la continuada existència del colonialisme i el neocolonialisme, els problemes de desenvolupament econòmic i dependència i el Tractat per a la Prohibició de les Armes Nuclears a Amèrica Llatina i el Carib. No es va adoptar una resolució sobre el Canal de Panamà a causa de l'oposició dels Estats Units.